# Vision des créatures divines
La Vision des créatures divines est une parabole de l'Ancien Testament du livre d'Ézéchiel. Elle reflète les différents visages de Dieu.

## Texte

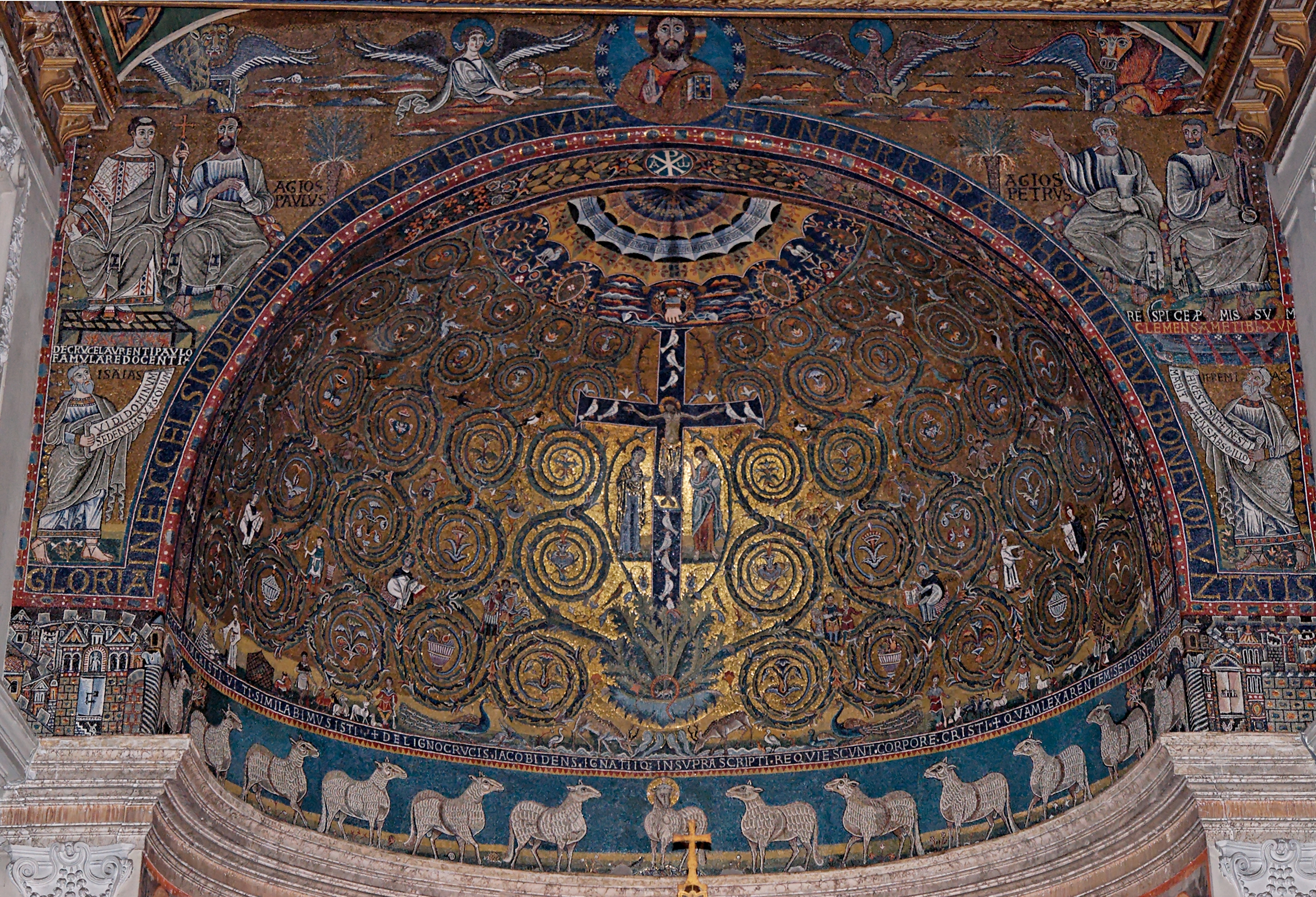
Mosaïque du XIIe siècle de la Basilique Saint-Clément à Rome, reprenant dans sa partie haute les quatre symboles de Dieu.

Livre d'Ézéchiel, chapitre 1, versets 1 à 13:
« La trentième année, le cinquième jour du quatrième mois, comme j'étais parmi les captifs du fleuve du Kebar, les cieux s'ouvrirent, et j'eus des visions divines. Le cinquième jour du mois, c'était la cinquième année de la captivité du roi Jojakin, la parole de l'Éternel fut adressée à Ézéchiel, fils de Buzi, le sacrificateur, dans le pays des Chaldéens, près du fleuve du Kebar ; et c'est là que la main de l'Éternel fut sur lui. Je regardai, et voici, il vint du septentrion un vent impétueux, une grosse nuée, et une gerbe de feu, qui répandait de tous côtés une lumière éclatante, au centre de laquelle brillait comme de l'airain poli, sortant du milieu du feu. Au centre encore, apparaissaient quatre animaux, dont l'aspect avait une ressemblance humaine. Chacun d'eux avait quatre faces, et chacun avait quatre ailes. Leurs pieds étaient droits, et la plante de leurs pieds était comme celle du pied d'un veau, ils étincelaient comme de l'airain poli. Ils avaient des mains d'homme sous les ailes à leurs quatre côtés ; et tous les quatre avaient leurs faces et leurs ailes. Leurs ailes étaient jointes l'une à l'autre; ils ne se tournaient point en marchant, mais chacun marchait droit devant soi. Quant à la figure de leurs faces, ils avaient tous une face d'homme, tous quatre une face de lion à droite, tous quatre une face de bœuf à gauche, et tous quatre une face d'aigle. Leurs faces et leurs ailes étaient séparées par le haut; deux de leurs ailes étaient jointes l'une à l'autre, et deux couvraient leurs corps. Chacun marchait droit devant soi ; ils allaient où l'esprit les poussait à aller, et ils ne se tournaient point dans leur marche. L'aspect de ces animaux ressemblait à des charbons de feu ardents, c'était comme l'aspect des flambeaux, et ce feu circulait entre les animaux; il jetait une lumière éclatante, et il en sortait des éclairs. »
Traduction d'après la Bible Louis Segond.

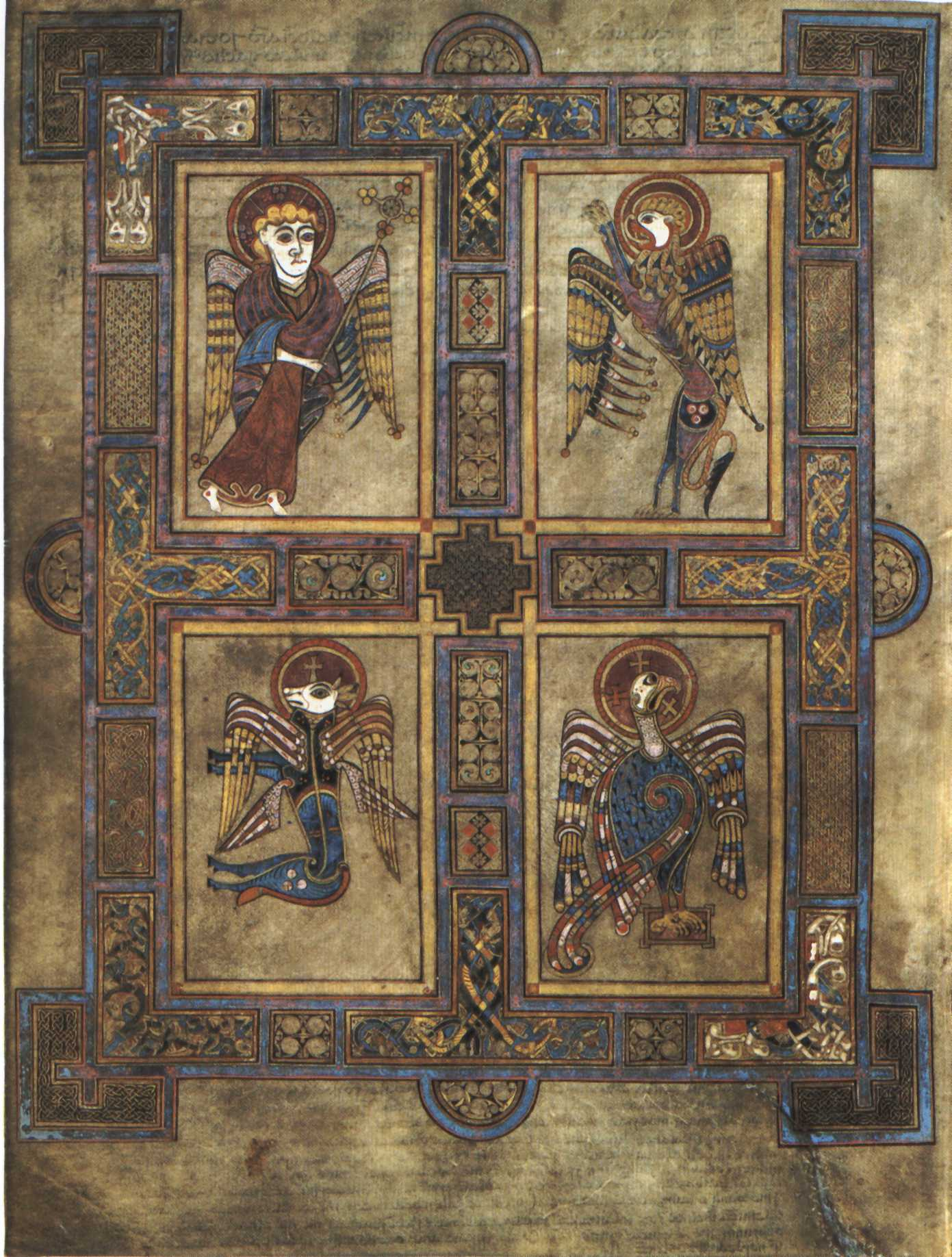
Les symboles du livre d'Ézéchiel repris dans le Livre de Kells, pour les quatre Évangélistes.

## Interprétation chrétienne
Ces quatre créatures sont les différents aspects que prend Yahweh tout au long de la Bible, lorsqu'il apparait à l'humain. Yahweh peut avoir la force du lion, mais aussi la puissance du taureau inarrêtable. Ces différentes formes représentent les différents aspects de la vérité spirituelle que l'on peut trouver dans les enseignements du Seigneur. Le feu autour des créatures est le symbole de l'Amour divin, mais aussi de sa Parole.
Dans l'article sur le Tétramorphe, il est clairement précisé que ses créatures se retrouvent dans l'Égypte ancienne, et qu'elles se retrouvent aujourd'hui sur de nombreux portails de cathédrales, représentant alors les Évangélistes.
Tout dans ce passage célèbre est métaphore mystique d'après Grégoire le Grand. Les dates énoncées au début de l'extrait font référence à l'âge requis pour l'annonce de l'enseignement divin, le fleuve au genre humain. L'airain poli (verset 4) représente le Christ, le feu les persécutions. Les quatre Vivants sont les quatre Évangélistes, et le docteur de l'église de citer ÉsaÏe: « L'Éternel entre en jugement avec les anciens de son peuple et avec ses chefs:» (Ésaïe 3. 14). Si Ézéchiel parle de leurs pieds c'est pour évoquer leur constante marche en avant. Les quatre ailes représentent l'amour, l'espérance, la crainte, la pénitence, des valeurs proches des vertus cardinales; elles sont les symboles du divin céleste; et Grégoire le Grand de citer l'Épître de Jacques pour bien comprendre le symbole des ailes: « La sagesse d'en haut est premièrement pure, ensuite pacifique, modérée, conciliante, pleine de miséricorde et de bons fruits, exempte de duplicité, d'hypocrisie » (Jacques 3. 17).
Pour Origène, les captifs représentent la foule des pécheurs. « Notre Dieu est aussi un feu dévorant » rappelle le théologien citant la lettre aux Hébreux; un feu qui éprouve nos fautes, ajoute-t-il, en parlant du feu de l'extrait de la Bible sur cette parabole. Ézechiel en étant appelé « Fils de Buzi » montre qu'il devance Jésus appelé: Fils du Seigneur. Les quatre visages font référence à l'âme tripartite comme en parlait Platon: avec la colère (le lion), la passion (le taureau), et l'esprit (l'aigle), valeurs auxquelles vient se rajouter le rationnel explique Origène. Les roues sont le symbole du monde qui tourne, qui évolue.